# Werner Hanke (Chemiker)
Werner Hanke (* 14. April 1932 in Waldenburg, Schlesien) ist ein deutscher Chemiker.
Hanke war der Sohn eines promovierten Juristen und musste kriegsbedingt häufig den Wohnort wechseln. 1951 machte er sein Abitur an der Goethe-Schule in Schwerin, konnte aber, obwohl er schon als Schüler viel in seinem Privatlabor experimentierte, als Sohn bürgerlicher Eltern zunächst nicht Chemie studieren. Günther Rienäcker war aber so von ihm beeindruckt, dass er ihn in Rostock als Hilfslaboranten einstellte bei der Dozentin Brigitte Sarry. Bald wurde er Vorlesungsassistent und zum Studium zugelassen. Er ging mit Sarry nach Halle und erhielt dort 1957 das Diplom. 1960 wurde er in Halle promoviert bei H. Funk (die Doktorarbeit begann er unter Sarry, diese ging aber 1958 in den Westen). Wegen seiner politischen oppositionellen Einstellung sah er allerdings keine Zukunft für sich in Halle. Er habilitierte sich 1969 in Berlin bei Rienäcker mit einem selbstgewählten Thema (Katalysatoreigenschaften von Metall-Phthalocyanin-Komplexen).
Ab 1968 war er in der Redaktion der Zeitschrift für anorganische und allgemeine Chemie (Chefherausgeber Rienäcker). 1972 wurde er Redaktionssekretär und 1990 mit Gerhard Fritz und Rudolf Hoppe Mitherausgeber, was er bis 2008 blieb.
2008 fand ein Festkolloquium zu seinen Ehren an der FU Berlin statt.
1959 heiratete er Christine Kuttner in Halle, mit der er eine Tochter hat.